# Microsoft Excel
Microsoft Excel is het spreadsheet-programma van Microsoft en onderdeel van Microsoft Office. Een spreadsheet is een digitaal rekenblad. Microsoft Excel is in zijn huidige vorm beschikbaar voor het besturingssysteem Microsoft Windows en voor macOS. Microsoft Excel is op beide platformen de marktleider bij de spreadsheet-programma's. Het pakket wordt veel gebruikt voor financiële berekeningen, maar ook in de techniek.

## Ontwikkeling
Excel is niet het eerste rekenbladprogramma van Microsoft. Microsoft had in 1982 reeds een rekenblad, MultiPlan, op de markt, maar dat programma brak nooit echt door en werd in 1985 door Excel vervangen. De marktleider in 1985 was het programma Lotus 1-2-3. Excel werd daar de grote concurrent van.
De eerste versie van Excel werd voor de Macintosh 512K geschreven. De Windows-versie, Excel 2.0, kwam pas in 1987 kwam op de markt. Aangezien Microsoft Windows in 1987 bijna niet werd gebruikt, werd bij Excel 2.0 een gratis versie van Microsoft Windows bijgeleverd. Qua functionaliteit is Excel 2.0 identiek aan de 1.0-versie uit 1985. Excel was de eerste bedrijfstoepassing voor het Windowsplatform. 
Vanaf de introductie van Windows 3.0, de eerste praktisch bruikbare versie van Microsoft Windows, oversteeg de verkoop van Excel de verkoopcijfers van Lotus 1-2-3 en nam het zijn plaats in als populairste rekenbladprogramma. 
Het programma werd tot aan versie 2002 Excel genoemd, vanaf versie 2003 werd het Microsoft Office Excel om duidelijker te maken dat het een onderdeel was van Microsoft Office. Later werd het weer Microsoft Excel. Hoewel Microsoft met elke nieuwe versie van Excel meer en meer functies aan het programma toevoegt, kan worden opgemerkt dat de basisfunctionaliteit van het rekenblad nog steeds weinig verschilt van VisiCalc, de stamouder van alle rekenbladprogramma's.
Excel was het eerste rekenbladprogramma dat niet alleen aandacht aan de berekeningen schonk. Met Excel werd het ook mogelijk om de grafische vormgeving van de gegevens te bepalen, zoals lettertype en celopmaak, maar ook in de techniek van de software bracht Excel een aantal nieuwigheden met zich mee. Zo introduceerde Microsoft de 'intelligent cell recomputation'-techniek waarbij bij een verandering van gegevens alleen die cellen automatisch worden herberekend die afhankelijk van deze gegevens zijn. Bij vorige rekenbladprogramma's werden steeds alle cellen herberekend of werd de berekening slechts uitgevoerd na een specifieke vraag van de gebruiker. 
Een faciliteit in Excel is net zoals bij de andere onderdelen van Microsoft Office om macro's met behulp van Visual Basic for Applications VBA te kunnen programmeren. VBA werd in 1993 met versie 5.0 in Excel ingevoerd. Excel-bestanden kunnen tegenwoordig op dezelfde manier met behulp van bijvoorbeeld Python worden bewerkt.

## Versies
| versie             | publicatiejaar | beschrijving |
| ------------------ | -------------- | --- |
| 1.0                | 1985           | eerste versie voor Apple Macintosh |
| 2.0                | 1987           | eerste versie voor Microsoft Windows |
| 3.0                | 1990           | toevoeging van veel grafische functies |
| 4.0                | 1992           | Excel de standaard voor spreadsheet-programma's |
| 5.0                | 1993           | introductie van VBA en meer werkbladen per bestand |
| 6.0                | −              | Versie 6 heeft nooit bestaan. Versie 6 is overgeslagen, omdat MS Excel deel uitmaakt van het Office-pakket en de versienummers van de onderdelen daarvan gelijk werden geschakeld. |
| 7.0 of Excel 95    | 1995           | Versie 7 is de eerste echte volwaardige 32 bit-versie van MS Excel. Excel 7.0 is verder geheel gelijk aan versie 5.0                                                               |
| 8.0 of Excel 97    | 1997           | introductie van formulieren, datavalidatie en meer |
| 9.0 of Excel 2000  | 1999           | draaitabellen, HTML-ondersteuning en meer |
| 10.0 of Excel 2002 | 2001           | veel nieuwe kleine functies en Product Activation Technology om de installatie van illegale kopieën tegen te gaan                                                                  |
| 11.0 of Excel 2003 | 2003           | verbeterde en gecorrigeerde XML-ondersteuning, Smart Tag-implementatie en statistische functies                                                                                    |
| 12.0 of Excel 2007 | 2007           | ribbon met daarbij meer functies |
| 14.0 of Excel 2010 | 2010           | Power Pivot als invoegtoepassing, uitbreiding van de ribbon, dus meer functies, verwijdering van lang bestaande functies                                                           |
| 15.0 of Excel 2013 | 2013           | toevoeging van applicaties, bijvoorbeeld een kaart met gegevens van een gebied kunnen lezen, dynamisch, sneller werken met tabellen en lijsten, meer functies                      |
| 16.0 of Excel 2016 | 2016           | 3D-modellen invoegen en nieuwe inkteffecten |
| Excel 2019         | 2018           | TEXTJOIN-functie, nieuwe kaart- en trechterdiagrammen, Power Query-verbeteringen                                                                                                   |
| Excel 365          | Sinds 2020     | Maandelijkse updates, dynamische matrixformules, AI-integratie via GPT-modellen |

## Bestandsformaten

### Standaard bestandsformaten
| Formaat      | Bestandsextensie | Beschrijving |
| ------------ | ---------------- | --- |
| Spreadsheet  | .xls             | belangrijkste spreadsheet-formaat dat gegevens bijhoudt in werkbladen, grafieken en macro's.                                                             |
| Add-in (VBA) | .xla             | verschillende functies, geschreven in VBA |
| Toolbar      | .xlb             | |
| Chart        | .xlc             | |
| Dialog       | .xld             | |
| Archive      | .xlk             | |
| Add-in (DLL) | .xll             | voegt een aangepaste functionaliteit toe, geschreven in C++/C, Visual Basic, Fortran, etc. en opgesteld in een speciale Dynamically Linked Library (DLL) |
| Macro        | .xlm             | |
| Template     | .xlt             | |
| Module       | .xlv             | |
| Workspace    | .xlw             | |

Microsoft Excel gebruikte tot de versie van 2007 als de primaire vorm het eigen binaire bestandsformaat Binaire Interchange File Format Biff.
Excel 2007 maakte van Office Open XML gebruik als primaire bestandsformaat. Dat was een op XML gebaseerd formaat, dat na een eerdere op XML gebaseerd formaat XML ("xmlss"), het eerst in Excel 2002 werd ingevoerd. Er konden met dit laatste formaat geen VBA-macro's gebruikt.

### Office Open XML
Er werden met Microsoft Excel 2007, samen met de andere producten in Microsoft Office 2007, een reeks nieuwe bestandsformaten geïntroduceerd. De formaten van Excel 2007 en nieuwer zijn:
| Formaat                                  | Bestandsextensie | Beschrijving |
| ---------------------------------------- | ---------------- | --- |
| Excel-werkmap                            | .xlsx            | Het standaard werkmapformaat van Excel 2007 (en later). In werkelijkheid een ZIP-gecomprimeerd archief met een structuur van de XML-tekstdocumenten. Fungeert als de primaire vervanging voor het oude binaire .xls-formaat, maar het biedt geen ondersteuning voor Excel-macro's om veiligheidsredenen. |
| Excel Macro-ingeschakelde werkmap        | .xlsm            | Als Excel-werkmap, maar met macro-ondersteuning. |
| Binaire Excel-werkmap                    | .xlsb            | Als Excel-werkblad met ingeschakelde macro's, maar het opslaan van informatie in binaire vorm in plaats van XML-documenten voor het sneller en efficiënter openen en opslaan van bestanden. Vooral bestemd voor zeer grote documenten met tienduizenden rijen en/of enkele honderden kolommen.           |
| Excel-sjabloon met ingeschakelde macro's | .xltm            | Een sjabloondocument dat de basis vormt voor werkelijke werkmappen met macro-ondersteuning. De vervanging van het oude .xlt-formaat. |
| Excel-add-in                             | .xlam            | Een Excel-add-in die extra functionaliteit en gereedschappen toevoegt. Inherent macro-ondersteund te danken aan het doelbestand. |

## Aantal rijen en kolommen
Het bereik van de werkbladen in verschillende versies van Excel is hier aangegeven:
| Versie | Maximaal aantal rijen | Maximaal aantal kolommen | Maximaal aantal cellen |
| ------ | --------------------- | ------------------------ | ---------------------- |
| 2003   | 65.536                | (A - IV) 256             | 16.777.216             |
| 2007   | 1.048.576             | (A - XFD) 16.384         | 17.179.869.184         |
| 2010   | 1.048.576             | (A - XFD) 16.384         | 17.179.869.184         |
| 2013   | 1.048.576             | (A - XFD) 16.384         | 17.179.869.184         |
| 2016   | 1.048.576             | (A - XFD) 16.384         | 17.179.869.184         |

## Datumsystemen
Er kan in Excel tussen het 1900- en het 1904-datumsysteem worden gekozen. Deze keuze bepaalt hoe een datum naar getal wordt geconverteerd en omgekeerd. Dat is nodig, omdat iedere datum intern in Excel door middel van een geheel getal is vastgelegd. Het verschil tussen de getalrepresentaties voor data van 1 januari 1904 t/m 31 december 9999 is in beide systemen 1462. Het minimum is 1 bij het 1900-systeem, 1 januari 1900, 0.00 uur, en 0 bij het 1904-systeem, 1 januari 1904, 0.00 uur. 
Het 1900-datumsysteem heeft als eigenaardigheid dat wordt uitgegaan van het bestaan van de fictieve dag 29 februari 1900, hoewel de gregoriaanse kalender verder correct wordt gehanteerd. Voor correcte berekeningen van tijdsduur moet men zich daarom beperken tot data vanaf 1 maart 1900. De schaal begint dan met 61 en geëxtrapoleerd is het nulpunt 30 december 1899, 0.00 uur. 
Het 1904-datumsysteem toont een negatief getal met een min gevolgd door de datum/tijd behorend bij de absolute waarde. Dit is vooral handig bij getallen tussen -1 en 0, en een datum/tijd-formaat dat alleen een tijd laat zien. Beide systemen werken voor data t/m 31 december 9999. 
Ter vergelijking: Apache OpenOffice Calc hanteert de gregoriaanse kalender correct in de hele periode van 15 oktober 1582 t/m 27 juni 9957, en heeft als nulpunt daadwerkelijk 30 december 1899, 0.00 uur, zodat er voor data van 1 maart 1900 t/m 27 juni 9957 compatibiliteit is met bovengenoemd 1900-datumsysteem.
Het kan handig zijn om positieve en negatieve tijdsverschillen van minder dan 24 uur in uren, minuten en seconden weer te geven. Wanneer in Excel verschillende data met elkaar worden vergeleken, houdt Excel er rekening mee dat de verschillende maanden van het jaar een verschillend aantal dagen hebben en dat er schrikkeljaren zijn.

## Recente ontwikkelingen
Sinds 2012 bestaat voor Excel een wereldkampioenschap modelleren. De voorrondes waren altijd online, met een finale op locatie. De finale werd tot en met 2014 in New York gehouden, in 2015 in Londen. De winnaar kreeg behalve een geldprijs een gouden toetsenbord, met als cruciaal detail dat de F1-toets ontbreekt. Bij het gebruik van Excel wordt namelijk soms de F1-toets per ongeluk geraakt, omdat de veel gebruikte F2-toets, voor het bewerken van formules in cellen, ernaast zit. De F1-toets roept dan het hulp-scherm op.
Sinds 2023 is Excel onderdeel van de Microsoft 365-suite uitgebreid met AI-functionaliteit onder de naam Microsoft 365 Copilot. Deze functie maakt gebruik van grote taalmodellen (zoals GPT-4) om gebruikers te ondersteunen bij het analyseren van gegevens, genereren van formules, automatiseren van rapportages en het opstellen van grafieken via natuurlijke taalopdrachten. Deze integratie markeert een belangrijke stap in de evolutie van Excel van spreadsheetsoftware naar een intelligente datatool.

## Educatief gebruik
Microsoft Excel wordt wereldwijd gebruikt in het onderwijs en in professionele trainingsomgevingen. Het programma speelt een belangrijke rol bij het onderwijzen van rekenvaardigheden, statistiek, financiële analyse en datavisualisatie.